# 伊姆萊城 (密歇根州)
伊姆萊城（英語：Imlay City）是一個位於美國密歇根州拉皮爾縣的城市。

## 人口
根據2020年美國人口普查的數據，伊姆萊城的面積為6.35平方千米，當中陸地面積為6.35平方千米，而水域面積為0.00平方千米。當地共有人口3703人，而人口密度為每平方千米583人。